# هیجان‌های اجتماعی
هیجان‌های اجتماعی (به انگلیسی: Social emotions)، هیجان‌هایی هستند که به افکار، احساسات یا اعمال افراد دیگر بستگی دارند، «آن‌گونه که در دست اول تجربه، یادآوری، پیش‌بینی یا تصور می‌شود». به عنوان مثال می‌توان به خجالت، احساس گناه، شرم، مالکیت، حسادت، فرهیختگی، همدلی و غرور اشاره کرد. در مقابل، احساسات اساسی مانند شادی و غم تنها نیاز به آگاهی از وضعیت جسمانی خود دارد؛ بنابراین، رشد هیجان‌های اجتماعی به‌طور تنگاتنگی با رشد شناخت اجتماعی، توانایی تصور حالات روانی دیگران، که به‌طور کلی در نوجوانی ایجاد می‌شود، مرتبط است. مطالعات نشان داده‌اند که کودکان ۲ تا ۳ ساله می‌توانند احساساتی شبیه احساس گناه و پشیمانی ابراز کنند. با این حال، در حالی که کودکان پنج‌ساله می‌توانند موقعیت‌هایی را تصور کنند که در آن احساسات اولیه احساس می‌شود، توانایی توصیف موقعیت‌هایی که در آن احساسات اجتماعی ممکن است تجربه شود تا هفت‌سالگی ظاهر نمی‌شود.